# Іслям-Терек
Ісля́м-Тере́к (крим. İslâm Terek, у 1945—2023 роках — Кіровське) — селище в Україні, у Феодосійському районі Автономної Республіки Крим.

## Загальні відомості
Слище розташоване у східній степовій частині Кримського півострова за 102 км від республіканського центру — міста Сімферополя, та за 20 км від автомагістралі Р23 Сімферополь — Феодосія. Через селище пролягає залізнична лінія Джанкой — Керч, на якій розташована станція Іслям-Терек.
Є автостанція, організовано автобусне сполучення з містами Феодосія, Джанкой, Керч, Сімферополь, Севастополь і населеними пунктами Феодосійського району.

## Населення
- 1926 рік — 376 осіб (268 німців, 60 росіян, 14 українців, 7 кримських татар);
- 1989 рік — 7642 осіб;
- 2001 рік — 7431 осіб

### Мова
Розподіл населення за рідною мовою за даними перепису 2001 року:
| Мова              | Кількість | Відсоток |
| ----------------- | --------- | -------- |
| російська         | 5336      | 71,81 %  |
| кримськотатарська | 1391      | 18,72 %  |
| українська        | 540       | 7,27 %   |
| білоруська        | 22        | 0,3 %    |
| вірменська        | 8         | 0,11 %   |
| грецька           | 2         | 0,03 %   |
| німецька          | 2         | 0,03 %   |
| румунська         | 1         | 0,01 %   |
| циганська         | 1         | 0,01 %   |
| інші/не вказали   | 128       | 1,71 %   |
| Всього:           | 7431      | 100 %    |

## Історія
Місцевість була заселена ще у II тис. до н. е., про що свідчать розташовані на околицях селища кургани епохи бронзи. Уперше населений пункт Іслам-Терек, або Іслам-Дірек (стара назва селища) згадується у 1783 році.
До анексії Криму Російською імперією Іслам-Терек входив до складу Ески-кримського кадилика Кефінського (Феодосії) каймаканства. На найкращих землях Терек-Ісламу у 1840-х роках XIX століття була заснована німецька колонія. Незабаром від неї відокремилося селище, яке одержало назву — Нейдорф (з нім. — нове село).
З 1935 року Іслам-Терек — адміністративний центр новоутвореного Кіровського району. У 1945 році, після депортації кримських татар, населений пункт перейменований на Кіровське, на честь російського радянського діяча Сергія Кірова. З 1958 року населений пункт набув статусу селища.
У 2014 році разом з Кримським півостровом анексоване Росією.
12 травня 2016 року, постановою Верховної Ради України № 1352-VIII селищу повернуто історичну назву відповідно до вимог закону «Про засудження комуністичного та націонал-соціалістичного (нацистського) тоталітарних режимів в Україні та заборону пропаганди їхньої символіки». Постанова набрала чинности у 2023 році.

## Економіка
Основу народногосподарського комплексу селища складають промисловість, капітальне будівництво, транспорт, установи культурно-побутового обслуговування.
Промисловість селища представлена такими підприємствами як: ОАТП «Кіровське ремонтно-транспортне підприємство» (машинобудування і металообробка), Хлібокомбінат кіровської райспоживспілки, друкарня, ОАТП «Кіровський комбікормовий завод».
Житлове і культурно-побутове будівництво здійснюють госпрозрахункова ділянка № 17 «Кримагробуд» і ПМК-57 «Кримагробуд-2».

## Соціальна сфера
Функціонують 2 середніх загальноосвітніх школи, дошкільна установа, центр дитячої творчості, центральна районна лікарня з поліклінікою, Будинок культури, кінотеатр, центральна районна бібліотека, дитяча бібліотека, музична школа, магазини різної форми власності, 9 колективів художньої самодіяльності, ДЮСШ, готель, відділення Ощадбанку, міжрегіональний притулок республіканського значення для неповнолітніх. Є православний храм, мечеть. Одна з вулиць названа на честь Героя Радянського Союзу І. М. Красносельського, який до війни працював шофером місцевої МТС.